# Jorge Federico I de Baden-Durlach

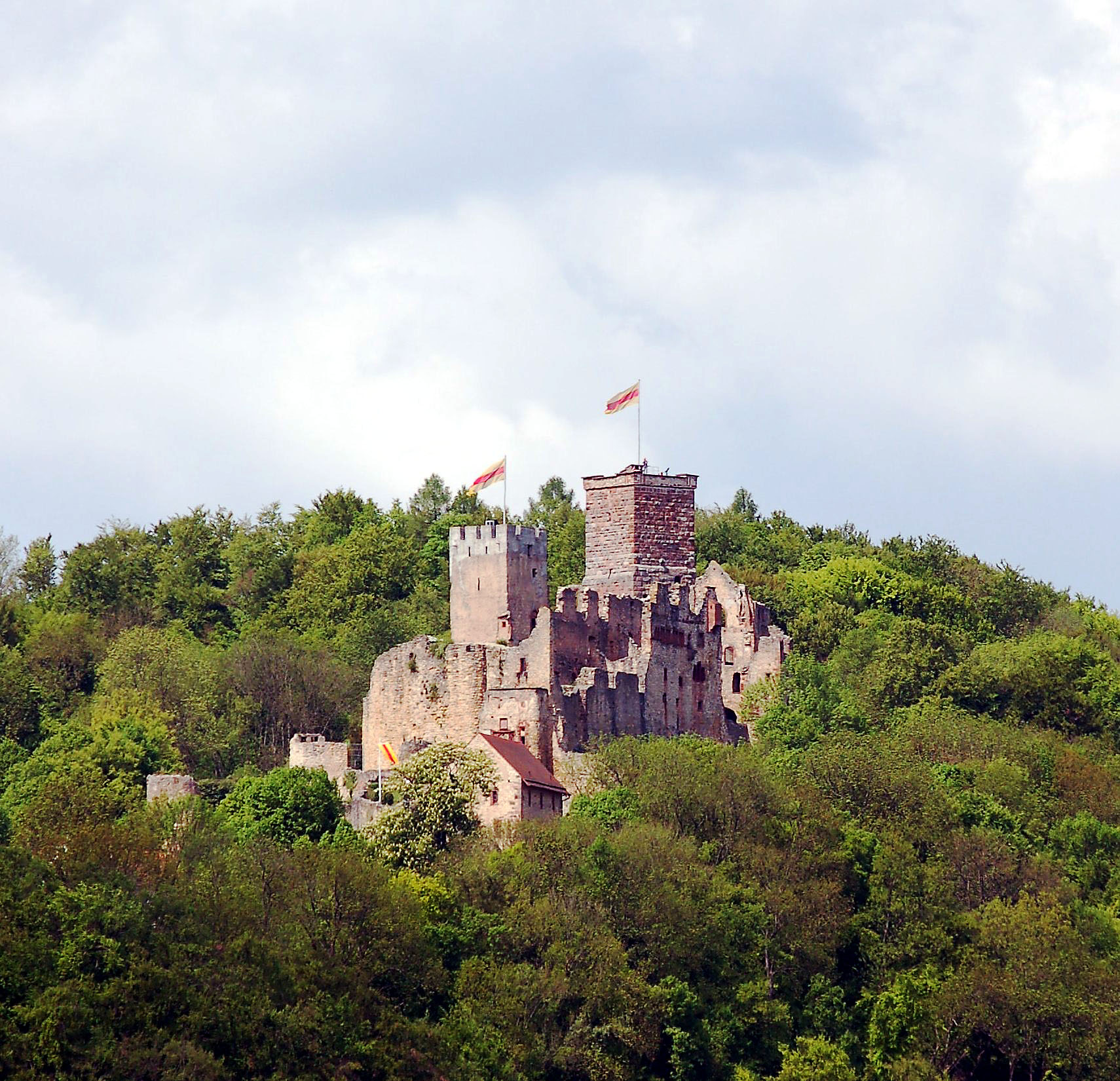
Castillo de Rötteln.

Jorge Federico I de Baden-Durlach, en alemán Georg Friedrich von Baden-Durlach (Durlach, 30 de enero de 1573 - Estrasburgo, 24 de septiembre de 1638), fue Margrave de Baden-Durlach desde 1604 hasta su abdicación en 1622 y jefe militar protestante en la guerra de los Treinta Años. También gobernó de facto sobre el margraviato de Baden-Baden hasta 1622.

## Biografía
Era el tercer hijo del margrave Carlos II de Baden-Durlach y de su segunda esposa, la Condesa Palatina Ana de Valdenz. Cuando murió su padre tenía 4 años. Como sus hermanos mayores eran también menores de edad, hubo un gobierno tutelar compuesto por su madre Ana, el Príncipe elector Luis VI del Palatinado, el Duque Felipe Luis del Palatinado-Neuburg y Luis de Wurtemberg, "el Piadoso". En 1584 Ernesto Federico, su hermano Jacobo y su madre se hicieron cargo de la tutela de Jorge Federico hasta su mayoría de edad. Jorge Federico aprendió latín, francés e italiano y cursó estudios superiores en Estrasburgo. Luego emprendió viajes para visitar Besançon, Dôle, Basilea y Siena.

## Reparto del margraviato de Baden-Durlach
Sus hermanos fueron declarados mayores de edad en 1584, y comoquiera que Ernesto Federico y Jacobo deseaban tener sus dominios propios, pero el testamento de Carlos II prohibía la partición del país mas no había sido firmado ni sellado, los tutores accedieron a sus peticiones. Ernesto Federico recibió el Margraviato Inferior con las ciudades de Durlach y Pforzheim, y Jacobo el margraviato de Hachberg. Jorge Federico obtuvo la parte meridional con los señoríos de Rötteln y Badenweiler y el condado de Sausenburg. El margraviato de Baden-Hachberg recayó en Ernesto Federico a la muerte de Jacobo (convertido al catolicismo) en 1590 y de su hijo Ernesto Jacobo al año siguiente. A la muerte de este en 1604 todas las propiedades del Margraviato de Baden son unificadas por Jorge Federico, aunque solo hasta 1622.

## Política interior
Al llegar a la mayoría de edad, Jorge Federico se hizo cargo del Margraviato Superior de Baden-Durlach con sede en el castillo de Rötteln, pero en 1599 trasladó su residencia a Sulzburg. Después de que su hermano Ernesto Federico se hiciera calvinista, Jorge Federico - ferviente luterano - fundó en Sulzburg un instituto de enseñanza para la formación de los pastores luteranos, independiente del de Durlach. Al comienzo de su gobierno pronunció un discurso ante el sínodo de Rötteln que más bien parecía un sermón. Llevaba una vida ascética, y de las anotaciones hechas a mano en su Biblia se desprende que la leyó completamente 58 veces. En 1601 prometió a los ciudadanos de Pforzheim, que se oponían al nombramiento de pastores calvinistas como deseaba su hermano, que les apoyaría ante la Cámara de la Corte Imperial Sacro Germánica (Reichskammergericht).
Jorge Federico sentó las bases para ordenar la administración y constituyó un consejo privado que él mismo presidía. Creó un tribunal palaciego y estableció ordenanzas eclesiásticas. En 1603 fundó un banco de cambio que administraba los bienes de huérfanos y debía convertirse en un banco de depósitos que organizase asimismo el comercio de vinos y cereales sin la intervención de comerciantes judíos.
También se ocupó de temas militares, apoyándose para ello en las enseñanzas de la escuela de guerra fundada en 1616 por Juan VII de Nassau-Siegen en Siegen.

## Laguerra de los Treinta Años
En 1612 firmó Jorge Federico una alianza defensiva con las ciudades protestantes de Berna y Zúrich (en Suiza) para proteger a su margraviato, lo que le facilitó el reclutamiento de mercenarios suizos en 1621-22. En 1615 el obispo de Espira, Felipe von Sötern, empezó a fortificar su residencia, a la que rebautizó con el nombre de Philippsburg, pese a las protestas de la propia ciudad de Espira y Baden, pues suponía una amenaza para las potencias vecinas. En 1618 Jorge Federico y Federico V del Palatinado decidieron junto con Espira demoler la fortaleza en construcción. 

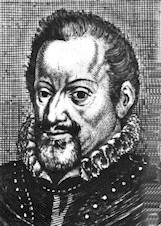
Jorge Federico de Baden-Durlach hacia 1630; se aprecia la herida que le produjo una lanzada en la cabeza durante la batalla de Wimpfen el 6 de mayo de 1622.

Jorge Federico se había sumado en 1608 a la Unión Evangélica y figuraba entre los generales nombrados por la Unión hasta su disolución en mayo de 1621. Por encargo de la Unión Protestante bloqueó de marzo a junio de 1620 la carretera de Breisach a Friburgo de Brisgovia, operando desde un campamento fortificado en Ihringen, con la finalidad de impedir el paso de mercenarios para Baviera y la Liga Católica que venían de Alsacia y se dirigían a los puntos de reunión en Dillingen y Lauingen en Suabia. Pero Jorge Federico dejó pasar a los tres regimientos después de que el Emperador Fernando II hubiera declarado que los mercenarios habían sido reclutados para su servicio y no para la Liga Católica. Por ello fue tildado de ingenuo cuando estas tropas pasaron a engrosar las filas de Maximiliano I, duque y elector de Baviera. 
Después de que los estados provinciales hubieron aprobado impuestos extraordinarios para un periodo de tres años, en la primavera de 1622 disponía de regimientos para la defensa del país, así como de unos 11000 mercenarios con bastante artillería. El 24 de abril inició la campaña contra el Emperador y sus aliados católicos, pero no pudo tomar parte en la batalla de Mingolsheim (27 de abril) en la que el conde Ernesto de Mansfeld infligió una severa derrota al conde de Tilly.

## Batalla de Wimpfen
El 27 de abril, el margrave declaró la guerra a los Habsburgo y juntó sus tropas con las de Mansfeld para luchar contra la Liga Católica. Pero pocos días después se separaron incomprensiblemente y fue vencido por Tilly - al que Gonzalo Fernández de Córdoba había acudido en socorro con fuerzas españolas - en la batalla de Wimpfen el 6 de mayo de 1622. Jorge Federico resultó herido y se refugió en Stuttgart capital del Ducado de Wurtemberg, donde abdicó definitivamente en favor de su hijo primogénito Federico. Intentó en vano reclutar nuevas tropas, pues un ejército católico de unos 12000 hombres había invadido Baden y lo estaba devastando. Luego huyó al castillo fortificado en Emmendingen. El Emperador asignó el margraviato de Baden-Baden al católico Guillermo, el hijo de Eduardo Fortunato, con lo que se anulaba la unificación de ambos margraviatos, que no se consumó hasta 1771 durante el reinado de Carlos Federico.
En 1625 pasó a Ginebra (Suiza), donde pronto entró en conflicto con las autoridades calvinistas de la ciudad porque organizaba cultos religiosos luteranos en su casa, por lo que un año después se fue a Thônes, pues el duque Carlos Manuel I de Saboya le autorizó a hacerlo.
En 1627 fue nombrado teniente general del ejército danés por el Rey Cristián IV de Dinamarca para impedir el avance de Albrecht von Wallenstein por el norte de Alemania. Se trasladó con sus tropas a la isla de Poel y luego a Heiligenhafen en Holstein, para pasar luego a Oldenburg, donde las fuerzas imperiales al mando de Enrique Schlick les infligieron una grave derrota. Jorge Federico se retiró del servicio porque el rey danés quería someterle a un consejo de guerra.
El margrave se refugió entonces en Estrasburgo para dedicarse principalmente a estudios religiosos, manteniendo contactos con Francia y Suecia para llevar a cabo su visión de un gran Baden luterano. Murió en esta ciudad el 24 de septiembre de 1638 y sus restos fueron trasladados posiblemente en 1650 al panteón de la casa Baden-Durlach en la iglesia del palacio en Pforzheim.

### Matrimonios e hijos
Jorge Federico tuvo muchos hijos. Su primer matrimonio fue con Juliana Úrsula de Salm-Neufville, con quien tuvo los siguientes hijos:
- Catalina Úrsula (1593- 1614), casada con el Conde Otón de Hesse-Kassel.
- Federico (1594-1659), casado con la Duquesa Bárbara de Wurtemberg y más tarde con la Condesa Leonor de Solms-Laubach; en su tercer matrimonio desposó a la Condesa María Isabel de Hohen-Geroldseck. A la muerte de ésta, se casó con la Condesa Isabel Eusebia de Fürstenberg.
- Ana Amalia (1595-1651), casada con el Conde Guillermo Luis de Nassau-Saarbrücken.
- Felipe (1596-1697).
- Carlos (1598-1625).
- Juliana Úrsula (1600).
- Rodolfo (1602-1603).
- Cristóbal (1603-1632).
- Ana Augusta (1604-1616).
- Sibila Magdalena (1605-1644).
- Francisca (1606).
- Úrsula María (1607).
- Francisca Sibila (1609).
- Sofía Dorotea (1610-1631).
- Ernestina Sofía (1612- 1658).

Al morir su primera esposa, Jorge Federico contrajo matrimonio en 1614 con la Condesa Ágata de Erbach, hija del conde Jorge III de Erbach-Breuberg, con quien tuvo los siguientes hijos:
- Ágata (1615-1616).
- Ana María (1617-1672), artista y poeta.
- Isabel (1620-1692).

A la muerte de su segunda esposa en 1634, vuelve a casarse, esta vez con Isabel Stotz, con quien no tuvo hijos.